# HMS Standard (1782)
HMS Standard (1782) — 64-пушечный линейный корабль третьего ранга. Единственный корабль 
Королевского флота, названный HMS Standard. Последний линейный 
корабль типа Intrepid, разработанного Джоном Уильямсом. Заложен в мае 1780 года. Спущен на воду 8 октября 1782 года на королевской верфи в Дептфорде. 

## Начало службы
Standard был введён в эксплуатацию в сентябре 1782 года под командованием капитана Уильяма Диксона, и с марта 1783 года использовался в качестве сторожевого корабля в Плимуте. Затем он был отправлен в резерв и вновь вступил в строй в сентябре 1786 года под командованием капитана Карла Чамберлена как сторожевой корабль. В этой роли он оставался до февраля 1788 года, когда был снова отправлен в резерв.
В апреле 1795 года он вновь вступил в строй, на этот раз под командованием капитана Джозефа Эллисона. 12 июня 1795 года Standard вместе с флотом Канала под командованием Александра Худа отплыл из Спитхеда чтобы обеспечить высадку французских роялистов в бухте Киберон. 22 июня на западе от Бель-Иль был замечен французский флот. Французский адмирал Вилларе-Жуайёз не собирался вступать в бой и англичане устремились в пооню. Британский флот из 14 линейных кораблей, 5 фрегатов и 6 мелких судов, в течение суток преследовал французский (12 линейных кораблей) с зюйд-веста и загнал его к острову Груа. Места для отступления не осталось, и Вилларе-Жуайёз был вынужден принять бой. В результате был отбит бывший британский корабль HMS Alexander а также два французскими 74-пушечника Formidable и Tigre (впоследствии переименованный в Belleisle). Так завершился Бой у острова Груа.
28 февраля 1796 года Standard отплыл в Ост-Индию под временным командованием капитана Лукина. К октябрю он был уже в Северном море. В феврале 1797 года он был под командованием капитана Томаса Парра, а затем в сентябре 1797 года командование над Standart перешло капитану Томасу Шиверсу.
Standard был одним из многих судов, вовлеченных в мятеж в Норе, продолжавшийся с середины мая до середины июня 1797 года. 5 мая экипаж взял власть на корабле и выступил с требованиями увеличения оплаты труда и выплат задолженности жалования. После того, как к 13 июня все мятежные корабли сдались, не получив удовлетворения ни по одному пункту, один из лидеров мятежников на Standard, Уильям Уоллис, застрелился, чтобы избежать судебного разбирательства и виселицы.
С февраля 1799 года Standard использовался в качестве плавучей тюрьмы в Шеернессе под командованием лейтенанта Томаса Пампа. В ноябре он был переведен на службу в качестве судна для выздоравливающих в Чатеме. Через месяц он стал использоваться как госпитальное судно на Шеернессе под командованием лейтенанта Жака Долби.

## Средиземное море
С марта по май 1801 года Standard был вновь оборудован для службы в море в Чатеме, будучи введен в эксплуатацию в апреле под командованием капитана Чарльза Стюарта, под руководством которого он служил в Северном море. Затем последовал длительный ремонт, перестройка корабля, и он был вновь введен в строй в августе 1805 года под командованием капитана Томаса Харви. Затем Standard отплыл в Средиземное море чтобы присоединиться к эскадре контр-адмирала сэра Томаса Луиса.
В Средиземном море Standard также принимал участие в неудачной Дарданелльской операции 1807 года вице-адмирала сэра Джона Дакворта. 19 февраля Standard потерял трёх человек ранеными в сражении при Абидосе. Возле редута на мысе мыса Песк британский флот столкнулся с турецкой эскадрой из одного 64-пушечного линейного корабля, четырёх фрегатов и восьми других судов, большинство из которых они вынудили выброситься на мель. Морские пехотинцы овладели батареей, заклепали пушки и уничтожили станки. Стоявшие на мели турецкие корабли были абордированы англичанами на шлюпках и уничтожены.
27 февраля Standard потерял двух человек ранеными при оказании помощи морским пехотинцам в их высадке на остров 
Прота.  При проходе через Дарданеллы турецкая крепость на Абидосе 
обстреляла английскую эскадру. Гранитные пушечные ядра весом до 800 кг и до 6 футов в диаметре попали в Windsor Castle, Standard и Active. Одно из таких ядер убило четырех человек из экипажа Standard. Оно также вызвало пожар и взрыв, взрывной волной четырёх моряков выбросило за борт и они утонули. Всего Standard потерял четыре человека убитыми, 47 ранеными, и еще четыре пропали без вести (вероятно утонули). Всего же англичане потеряли 29 человек убитыми и 138 ранеными. Ни один корабль не был потерян.
26 марта 1808 года Standard и 38-пушечный фрегат Active захватили итальянский бриг Friedland, который они отправили на Мальту в качестве приза. Капитан Ричард Моубрей с Active захватил Friedland после продолжительной погони, продолжавшейся несколько часов. Бриг имел все шансы уйти от преследования, но потерял стеньгу и был вынужден сдаться. Ему был один год и он был вооружен 16 французскими 12-фунтовыми пушками. Active отправил приз на Мальту вместе с пленными, среди которых был коммодор Дон Амилкар Паолуччи, главнокомандующий итальянским флотом и кавалер ордена Железной короны.
16 июня Standard плыл в Корфу, когда он столкнулся с итальянской канонеркой Volpe, которая была вооружена одной 4-фунтовой пушкой и французским пакетботом Legera. Когда ветер стих, Харви послал свои шлюпки в погоню, чтобы завладеть этими судами. Спустя два часа британцы догнали их, и несмотря на ожесточенное сопротивление захватили Volpe. После этого они атаковали Legera, который находился на мели примерно в четырех милях к северу от мыса Санта-Мария. Французский экипаж открыл по британским морякам непрерывный огонь из стрелкового оружия, что впрочем не помешало тем захватить судно и взять его на буксир. Затем они сожгли оба судна. Несмотря на упорное сопротивление и сильный огонь стрелкового оружия, британцы не понесли потерь.

## Последние годы
В 1809 году он был переведен в Балтийское море, где под командованием капитана Айскью Холлиса приняв участие в англо-датской войне. 18 мая 1809 года британская эскадра состоящая из линейного корабля Standard, а также фрегатов Owen Glendower, Avenger, Ranger, Rose и Snipe захватила остров Анхольт. Десант из моряков и морских пехотинцев под командованием капитана Уильяма Селби с Owen Glendower и капитана морской пехоты Эдварда Николса с Standard, высадился на берег. Датский гарнизон из 170 человек оказал короткое, но упорное сопротивление, в результате которого погиб один британский морской пехотинец, и еще двое было ранено, после чего гарнизон сдался. Контроль над островом перешел к британцам.
Холлис в своем докладе заявил, что Анхольт очень важен для британцев, так как на нем флот Его Величества может пополнить 
запасы пресной воды. Кроме того на острове расположена хорошая якорная стоянка для торговых судов, плывущих из 
Прибалтики. Тем не менее, главной целью операции было восстановление маяка на острове, который значительно облегчал передвижение британских военных и торговых судов, плавающих через те опасные воды.
19 декабря 1810 года Standard снова был переведен в Средиземное море. В феврале 1811 года он был на португальской станции,под временным командованием капитана Джошуа Хортона. С мая он был под временным командованием капитана Чарльза Флеминга.
Standard был переведен в резерв в 1813 году. Он был отправлен на слом и разобран в 1816 году.